# Вергіліус Чепайтіс
Вергіліус Чепайтіс (лит. Virgilijus Čepaitis; *8 листопада 1937, Шакяй, Литва) — литовський перекладач, громадський і політичний діяч.

## Біографія
Народився в Шакяї. Закінчив Каунаське педагогічне училище (1954). У 1955-1956 працював перекладачем в редакції газети «Ком'яунімо тієса» («Komjaunimo tiesa»; «Комсомольська правда»). За направленням Спілки письменників Литви навчався на відділенні перекладу в Літературному інституті імені Горького в Москві, який закінчив в 1961. Був одружений з Наталією Трауберг (їхні діти — Томас Чепайтіс і Марія Чепайтіс — перекладачі), другим шлюбом з етнологом Ауксуоле Чепайтене.
З 1958 співпрацював з різними видавництвами Литви, переводячи книги з англійської та польської на литовську мову. З 1968 член Союзу письменників Литви, з 2003 — Союзу перекладачів Литви. У 1988-1989 працював головним редактором творчого об'єднання «Ars» Литовської кіностудії.
Улітку 1988 увійшов в Ініціативну групу Саюдіса. Був обраний до Ради Саюдіса; відповідальний секретар Ради Саюдіса в 1989-1990. У 1989-1990 член Балтійської ради. Голова Фонду С. Шалкаускіса (1989-1992), Товариства Литва-Польща (1989-1994), Партії Незалежності (1990-1992).
З 1993 головний редактор видавництва «Litterae universitatis», з 1996 директор видавництва «Tvermė».
У 2000 президент Литви Валдас Адамкус вручив Чепайтісу Медаль Незалежності Литви.

## Перекладацька діяльність
Перекладачем художньої літератури дебютував перекладом «Вінні-Пуха» в 1958, перевівши книгу А. А. Мілна з польської мови з перекладу Ірени Тувім (пізніше Чяпайтіс заново виконав переклад з англійського тексту).
Співавтор сценарію кінофільму «Virto ąžuolai» (1976). Автор книги мемуарів про свою участь в подіях 1988-1990 «З Саюдісом за Литву» («Su Sąjūdžiu už Lietuvą. Nuo 1 988 06 03 iki 1990 03 11», Vilnius: Tvermė, 2007). З середини 1990-х редактор і співавтор серії історичних пригодницьких книг видавництва «Skomantas».

## Видання

### Переклади з англійської мови
- Alenas Aleksanderis Milnas. Mikė Pūkuotukas. Vilnius: Valstybinės grožinės literatūros leidykla, 1958.
- William Saroyan. 60 mylių per valandą: Vilnius: Valstybinė grožinės literatūros leidykla, 1959.
- Alenas Aleksanderis Milnas. Trobelė Pūkuotynėje. Vilnius: Valstybinė grožinės literatūros leidykla, 1962.
- James Thurber. Baltoji stirna. Vilnius: Vaga, 1971.
- Alenas Aleksanderis Milnas. Pūkuotuko pasaulis: Vilnius: Garnelis, 1998. ISBN 9986-9205-5-8. 307 p.
- Pūkuotuko išmintis: protingos labai mažo protelio meškiuko mintys: sudaryta iš A. A. Milneo knygos Pūkuotuko pasaulis. Vilnius: Garnelis, 2005.
- Lewis Caroll. Silvija ir Brunas. Vilnius: Tyto alba, 2007. ISBN 978-9986-16-593-4. 320 p.

### Переклади з польської мови
- J. Perkovskis. Žemaičių liaudies meno ornamentas: forma ir simbolika. Vilnius: Vilniaus dailės akademijos leidykla, 1999.